# الجريمة في الكويت

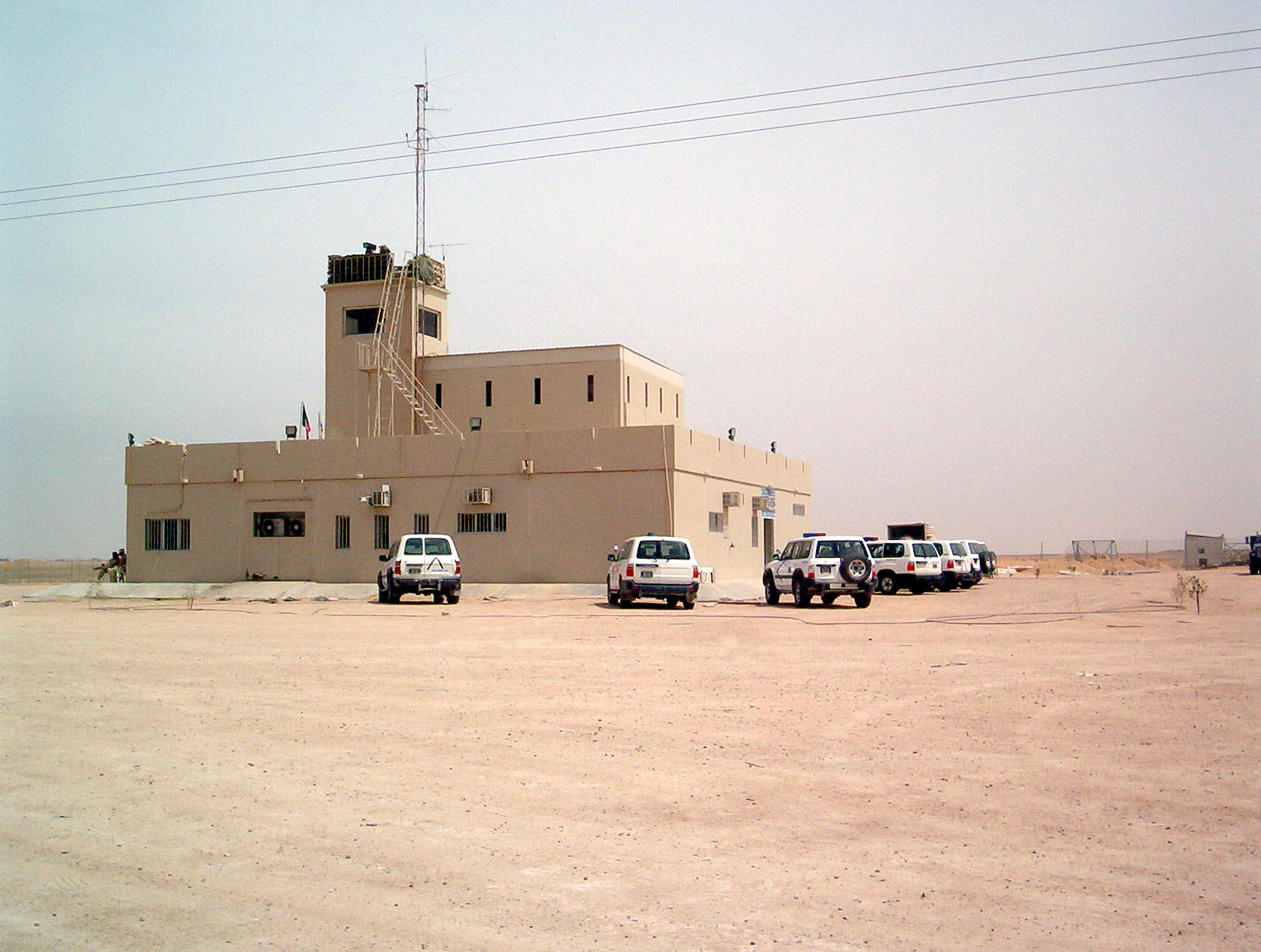

معدل الجريمة في الكويت منخفض. تعد الكويت منطقة للعديد من العمالات التي تأتي من شرق وجنوب شرق آسيا للعمل في وظائف المهارات المتدنية، وهم عادة ما يكونون عرضة لانهاكات من قِبَل رؤسائهم في العمل مثل العمل فوق الطاقة الجسدية، وعدم دفع الأجور وغيرها من الانتهاكات. معدل جرائم القتل هو 2.2 لكل 1000 نسمة 